# Bisdom Nord-Hålogaland

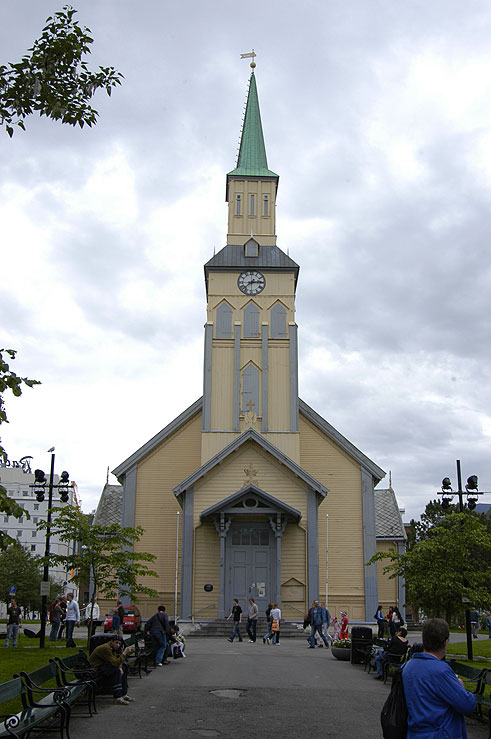
Domkerk van Tromsø

Het bisdom Nord-Hålogaland (Noors:Nord-Hålogalands bispedømme) is een bisdom in de Kerk van Noorwegen. Het bisdom ontstond in 1952 toen het voormalige bisdom Hålogaland werd gesplitst in Nord-Hålogaland en het bisdom Sør-Hålogaland. De kathedraal van het bisdom is de Domkerk van Tromsø. Het bisdom omvat  fylkes Finnmark en Troms en Spitsbergen.
Het uitgestrekte bisdom, in oppervlakte het grootste van het land, is verdeeld in negen prosti. Sinds 2014 wordt de bisschopszetel bezet door Olav Øygard.